# Дерюгін Іван Костянтинович
Іван Костянтинович Дерюгін (5 грудня 1928 — 10 січня 1996) — український радянський спортсмен, Олімпійський чемпіон 1956 року із сучасного п'ятиборства. Заслужений майстер спорту СРСР (1956).
Батько гімнастки Ірини Дерюгіної і чоловік Альбіни Дерюгіної.

## Біографія
Народився 5 грудня 1928 року у Змієві на Харківщині.
У 1957 році закінчив Київський Інститут фізичної культури. Тренери - Н. Ченкуров, С. Лещев.
Спортивні досягнення:
- Чемпіон XVI Олімпійських ігор (Мельбурн, 1956) в командному заліку з сучасного п'ятиборства;
- Срібний призер Спартакіади народів СРСР 1956 року в особистому заліку;
- Переможець 1-ї Спартакіади дружніх народів (м. Лейпциг, Німеччина, 1958);
- Чемпіон світу 1961 (Москва) в командному заліку і срібний призер в особистому;
- Неодноразовий чемпіон (1949-1954) і рекордсмен (1949) України з плавання на дистанціях 400-1500 м вільним стилем.

Працював інструктором-спортсменом і тренером в Держкомспорті УРСР (1957-1964) і СКА (1965-1990) у Києві.
Нагороджений орденом «Знак Пошани».
Помер 10 січня 1996 року у віці 67 років у Києві. Похований на Байковому кладовищі (ділянка № 33).